# 孔雀乡 (营山县)
孔雀乡，是中华人民共和国四川省南充市营山县曾经下辖的一个乡。2019年10月，撤销孔雀乡，将其所属行政区域划归双流镇管辖。

## 行政区划
孔雀乡撤销前下辖以下地区：
槐花村、孔雀村、火岭村、马槽村、双堰村、虎坪村、林荫村、合面村、天宫村和杨名村。